# Caledonietta maryae
Caledonietta maryae is een vlokreeftensoort uit de familie van de Phreatogammaridae. De wetenschappelijke naam van de soort is voor het eerst geldig gepubliceerd in 2007 door Iannilli & Ruffo.